# 热吕库尔
热吕库尔（法語：Gelucourt，法語發音：[ʒəlykuʁ]）是法国摩泽尔省的一个市镇，属于萨尔堡-萨兰堡区。

## 地理
热吕库尔（48°45'53"N, 6°43'35"E）面积12.34 平方千米，位于法国大東部大區摩泽尔省，该省份为法国东北部内陆省份，是洛林的一部分，西南接默尔特-摩泽尔省，东临下莱茵省，北与卢森堡和德国接壤。
与热吕库尔接壤的市镇（或旧市镇、城区）包括：阿斯农库尔、阿祖当日、布尔多奈、多讷莱、盖布朗日莱迪约兹、下兰德尔、迈济耶尔莱维克、塔尔坎波勒。

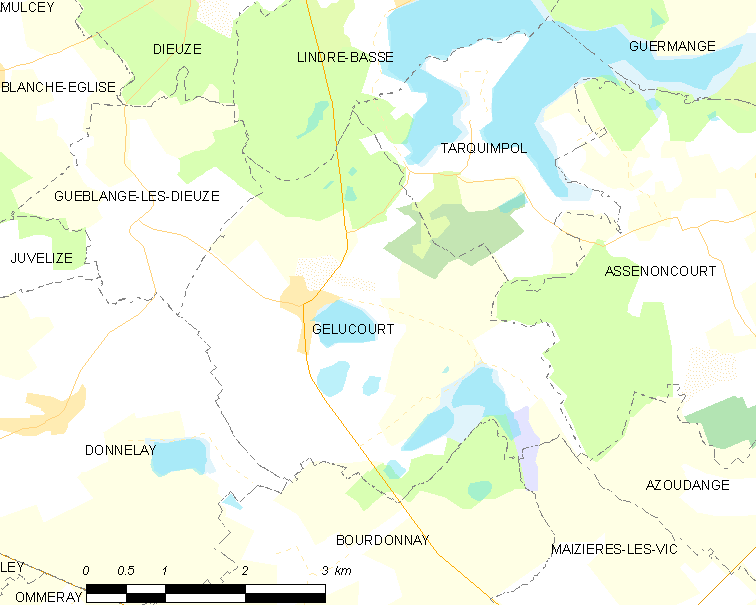
热吕库尔的OSM定位图

热吕库尔的时区为UTC+01:00、UTC+02:00（夏令时）。

## 行政
热吕库尔的邮政编码为57260，INSEE市镇编码为57246。

## 政治
热吕库尔所属的省级选区为索努瓦县。

## 人口

1962-2008年间热吕库尔人口变化图示

热吕库尔于2022年1月1日时的人口数量为213人。